# Перемога (Народицький район)
Перемо́га — колишнє село в Україні.
Знаходиться в Народицькому районі Житомирської області. Підпорядковувалось Малокліщівській сільській раді. Виселено через радіоактивне забруднення внаслідок аварії на ЧАЕС. Населення в 1981 році — 80 осіб. Зняте з обліку 21 червня 1991 року Житомирською обласною радою.